# Defensa de Cádiz (1625)
Tras la declaración de guerra de Inglaterra contra España en 1624, alentada por el rey Carlos I de Inglaterra y su valido George Villiers, I duque de Buckingham, y con el apoyo de las Provincias Unidas de los Países Bajos, en 1625 se organizó una gran flota anglo-holandesa con el objetivo de atacar algún puerto español importante y capturar la flota de Indias proveniente de América.
Entre los días 1 y 7 de noviembre de 1625, la flota al mando de Sir Edward Cecil atacó la ciudad española de Cádiz con 10 000 hombres. La escasa preparación de las fuerzas inglesas, la mala organización de la expedición y la sucesión de errores estratégicos de sus mandos supusieron el fracaso total de la misión. Fernando Girón, gobernador de Cádiz, junto con el duque de Medina Sidonia, consiguieron rechazar el ataque, que se saldó con la muerte de aproximadamente 1000 atacantes y la pérdida de 30 naves anglo-holandesas.
El fallido ataque a Cádiz de 1625 supuso para Inglaterra graves pérdidas en dinero y prestigio, y fue el único gran enfrentamiento de la Guerra anglo-española (1625-1630).

## Contexto

### Situación política
En los primeros años de la década de 1620 Felipe IV reinaba en España, con el Conde-Duque de Olivares como su valido. La guerra de Flandes contra las Provincias Unidas se reanudaba tras el final de la tregua de los doce años, y las finanzas españolas se alimentaban con las riquezas que la flota de Indias traía de América. Jacobo I era rey de Inglaterra, Escocia e Irlanda, con su hijo Carlos, príncipe de Gales, como su heredero. Inglaterra tenía alianzas militares con las Provincias Unidas de los Países Bajos, a quienes había prestado ayuda en la guerra de Flandes.
En estas fechas concurrieron varias circunstancias que desencadenaron las hostilidades entre ambos países:
- En el transcurso de la guerra de los Treinta Años que se libraba en Europa, Federico V del Palatinado y su esposa Isabel Estuardo (hija del rey de Inglaterra) fueron derrotados y despojados de sus posesiones por los tercios españoles;
- Inglaterra acusaba a España de haber violado las treguas y acuerdos establecidos durante la guerra;[2]
- George Villiers, I duque de Buckingham, acompañó al príncipe de Gales en un viaje a Madrid para negociar las condiciones de la boda de este con la infanta española María Ana de España, pero las negociaciones fracasaron.

En marzo de 1624 Jacobo I, que hasta entonces había seguido una política pacifista, declaró la guerra a España con el apoyo de la Cámara de los Comunes, que aprobó la provisión de fondos para acometer la empresa. Un año después Jacobo I moría. Su sucesor, aun antes de ser coronado como Carlos I de Inglaterra, aceleró los preparativos para iniciar la guerra contra España, ayudado por su favorito el duque de Buckingham.

### Cádiz
La ciudad de Cádiz (14 000 habitantes en 1625), gozaba de una posición privilegiada en el comercio con las Indias, siendo el punto de llegada de la flota del tesoro, que proveniente de América regresaba cargada de metales preciosos. Ya en 1587 Francis Drake había destruido la flota amarrada en la bahía de Cádiz, y en 1596 Robert Devereux, II conde de Essex había saqueado la ciudad. Con estos antecedentes, las fortificaciones de Cádiz habían sido reforzadas en los primeros años del siglo XVII, incluyendo la construcción del castillo de Santa Catalina y la torre del castillo de San Sebastián.
Los espías españoles habían informado de las intenciones inglesas de invadir Cádiz, por lo que la ciudad había contado con una numerosa guarnición durante los meses precedentes, pero ante la inactividad inglesa, estas fuerzas habían sido dispersadas por Andalucía, dejando solo una guarnición de 300 hombres para su defensa. Juan Manuel Pérez de Guzmán y Silva, VIII Duque de Medina Sidonia (hijo de Alonso Pérez de Guzmán, que comandara la Armada Invencible), era capitán general de Andalucía con plaza en Jerez. Fernando Girón, consejero de Estado, era gobernador de Cádiz; sexagenario y aquejado de gota, tenía, sin embargo, una amplia experiencia como veterano de la guerra de Flandes. Diego Ruiz de la Correa era su teniente de maestre de campo, y participaba también el almirante Francisco de Ribera, veterano de las guerras contra los turcos.

## Preparativos
El duque de Buckingham, encargado de la organización, eligió a los responsables entre sus amistades: Sir Edward Cecil, antiguo oficial en la guerra de Flandes, fue escogido como almirante de la flota; antes de partir fue nombrado vizconde de Wimbledon, con el fin de destacarlo como líder sobre el resto de los oficiales. Robert Devereux, III conde de Essex (hijo de Robert Devereux, II conde de Essex, artífice del ataque a Cádiz de 1596) era vicealmirante. Ninguno de los dos tenía experiencia naval. John Glanville era secretario de la expedición.

### Mala organización
Desde antes de partir, la expedición fue una sucesión de errores en la planificación. Las tres semanas de plazo marcadas por Carlos I para preparar la flota fueron reducidas a una sola por el duque de Buckingham; la temporada del año era propicia a peligrosas tormentas en el Atlántico. Las tropas, levadas en mayo, no habían recibido entrenamiento, y su disciplina era escasa; los marinos fueron reclutados a la fuerza. Las armas que deberían usar se mantuvieron guardadas en las naves hasta el día de la partida: días después de zarpar se descubriría que algunos de los mosquetes no tenían ánima, por la tosquedad de su fabricación, y que la munición era de un calibre equivocado. Algunas de las naves tenían los mástiles sueltos, las velas y cabos podridos y las quillas agujereadas; la carga venía mal estibada, la flota no tenía cartas de navegación adecuadas ni inteligencia de los puertos españoles, las provisiones eran escasas y tuvieron que ser racionadas pocos días después de zarpar. Sir Michael Geere, capitán del St. George, anotaría acerca de la comida: «...ni la mitad de la asignada por el rey, y apesta de tal manera que ningún perro de París podría comerla».
Antes de la partida, el propio Edward Cecil notificaría al rey Carlos I las numerosas deficiencias que encontró en la flota, aunque mostrándose siempre dispuesto a acometer la empresa:

«Y me atrevo a decir que ninguna armada, aun en los tiempos más turbulentos, estando tan llena de necesidades y defectos, estuvo más dispuesta en tan breve plazo (...). Pero ni estas ni otras razones podrán desalentarnos, sino hacernos más resueltos y sacrificados».

### Fuerzas anglo-holandesas
El 15 de octubre de 1625 zarparon del puerto inglés de Plymouth 9 galeones de la Marina Real Británica, junto con varios mercantes y barcos carboneros de Newcastle en los que se habían montado baterías de artillería. En total sumaban 90 naves, con 5400 tripulantes, 10 000 soldados y 100 caballos, divididas en tres escuadrones. A estas se unirían 15 barcos holandeses (marinos expertos) bajo el mando de Guillermo de Nassau, en cumplimiento de un acuerdo firmado entre ambos países en agosto.
| Escuadrón del almirante                               | Escuadrón del almirante                              | Escuadrón del vicealmirante                              | Escuadrón del vicealmirante                              | Escuadrón de retaguardia                                 | Escuadrón de retaguardia                                 |
| Naves de la Marina Real Británica                     |                                                      |                                                          |                                                          |                                                          |                                                          |
| Barco                                                 | Capitán                                              | Barco                                                    | Capitán                                                  | Barco                                                    | Capitán                                                  |
| Ann Royal                                             | Sir Edward Cecil Sir Thomas Love                     | Swiftsure                                                | Conde de Essex Sir Samuel Argall                         | St. Andrewe                                              | Conde de Denbigh Sir John Watts                          |
| St. George                                            | Lord Delaware Sir Michael Geere                      | Reformation                                              | Lord Valentia Capt. Gilbert                              | Bonaventure                                              | Lord Cromwell Capt. Collins                              |
| Convertive                                            | Sir William St.Leger Capt. Porter                    | Rainbowe                                                 | Sir Chudley                                              | Dreadnough                                               | Sir Beverly Newcome                                      |
| Otros navíos (no pertenecientes a la Marina Real)     |                                                      |                                                          |                                                          |                                                          |                                                          |
| 27 naves más, incluyendo el barco de las provisiones  | 27 naves más, incluyendo el barco de las provisiones | 28 naves más, incluyendo 3 con munición y 2 con caballos | 28 naves más, incluyendo 3 con munición y 2 con caballos | 27 naves más, incluyendo 3 con munición y 2 con caballos | 27 naves más, incluyendo 3 con munición y 2 con caballos |
| 15 barcos holandeses al mando de Guillermo de Nassau. |                                                      |                                                          |                                                          |                                                          |                                                          |

### Viaje a España
Inmediatamente tras la partida, la flota fue sorprendida por una tormenta, que les obligó a buscar refugio en los puertos de Falmouth y Plymouth. El 18 de octubre zarpó definitivamente, bordeando la costa de Galicia y navegando frente a Portugal. Cecil dio órdenes de mantenerse a una distancia de 60 leguas de la costa y de apresar cualquier nave española que encontrasen en el camino. El día 22 la flota fue dispersada por una tormenta que duró dos días. El Robert se hundió con 37 marinos y 138 soldados a bordo, y el resto de las naves sufrieron daños. Al amanecer del día 29 llegaron a la altura del cabo Mondego, frente a Figueira da Foz (Portugal), donde las naves de la flota volvieron a reunirse.

### Objetivos
El plan de ataque no había sido concretado; el rey Carlos I había dado instrucciones de tomar una ciudad costera española, entre las que se contaban como posibles objetivos Lisboa, Sanlúcar de Barrameda y Cádiz; la captura de la flota de Indias española, cargada de riquezas provenientes de los virreinatos americanos, era un punto primordial de la misión, así como la destrucción de la armada española. El 30 de octubre, a la altura del cabo de San Vicente la flota anglo-holandesa formó un consejo, donde establecieron los planes de ataque: desembarcarían en el Puerto de Santa María, desde donde avanzarían doce millas hacia Sanlúcar, puerto que consideraban de fácil conquista dado el gran número de efectivos con que contaban.

## El ataque

### Llegada a Cádiz
El sábado 1 de noviembre la flota anglo-holandesa llegó ante la bahía de Cádiz. Tras el avistamiento, Fernando Girón informó a Juan Manuel Pérez de Guzmán y Silva, duque de Medina Sidonia y capitán general de Andalucía, quien desde la plaza de armas de Jerez despachó avisos a todas las plazas vecinas solicitando refuerzos.
En aquel momento había entre 8 y 15 galeones españoles anclados en la bahía, junto con varias naves más. Alterando los planes previstos, el conde de Essex, a bordo del Swiftsure, avanzó hacia ellos en solitario con intención de tomarlos; Edward Cecil, a bordo del Anne Royal, fue tras él, gritando órdenes hacia los otros barcos de su flota para que le secundasen, pero estos, siguiendo los planes iniciales, se mantuvieron inmóviles, y el conde de Essex cesó en su ataque. Los galeones españoles se internaron en la bahía, refugiándose en la Carraca.

### Ataque al Puntal
Esa noche los ingleses rectificaron sus planes iniciales de llegar por el puerto de Santa María por la dificultad que suponía para el desembarco la poca profundidad de las aguas en esa parte, y por las informaciones que un comerciante inglés llamado Jenkinson, cuyo barco estaba anclado en la bahía, les trajo acerca del escaso número de soldados que defendían Cádiz. Decidieron atacar el fuerte del Puntal, que situado en la parte más angosta de la entrada a la bahía, guardaba la entrada a esta. Cinco naves holandesas junto con veinte buques ingleses comenzaron a atacar el fuerte con fuego de artillería, que fue devuelto por los 120 hombres y 8 cañones españoles que lo defendían. Los marinos ingleses, situándose detrás de los holandeses, dejaron solos a estos frente al fuego español; solo al amanecer, tras la pérdida de dos barcos holandeses, y obligados por las órdenes de Cecil, los ingleses entraron en combate; poco después el propio Cecil los mandaría cesar en el ataque: el fuego de artillería de los buques ingleses hacía más daño a su propia vanguardia que al fuerte del Puntal.

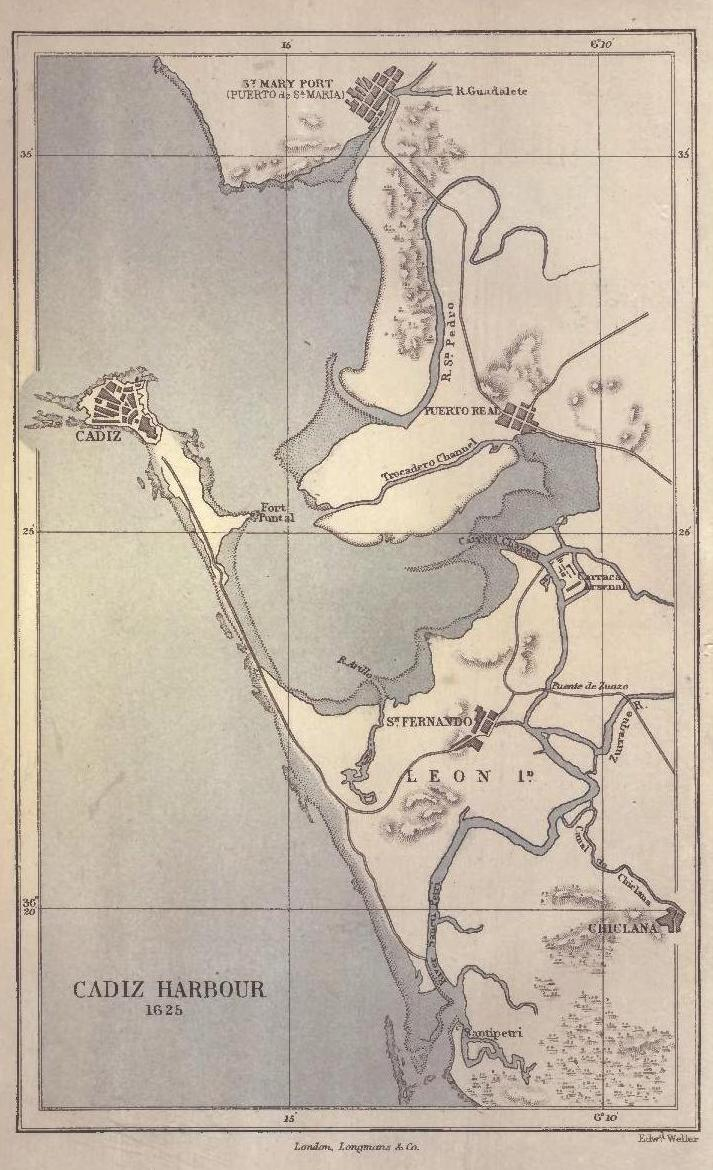
Mapa de la bahía de Cádiz en 1625.

### Desembarco
Los refuerzos solicitados por Fernando Girón llegaron el domingo día 2 desde Chiclana, Medina y Vejer a bordo de las naves de Pedro Álvarez de Toledo Osorio, V marqués de Villafranca del Bierzo, grande de España, desde su nacimiento II duque de Fernandina y príncipe de Montalbán, quien era general de las galeras españolas; sumaban 4000 hombres en la ciudad de Cádiz.
En la tarde del día 2, con el apoyo de toda su flota y tras más de 2000 disparos de artillería los atacantes consiguieron vencer la resistencia de la guarnición del Puntal bajo el mando de Francisco Bustamante. Cecil permitió a las fuerzas españolas salir con honores. Durante la noche y hasta la mañana siguiente, el grueso de las fuerzas inglesas, unos 9400 hombres, desembarcaron y se desplegaron por el istmo que une la ciudad de Cádiz con la isla de León; unos 600 soldados más quedaron a bordo de las naves del escuadrón de retaguardia a la entrada de la bahía, demasiado alejados como para poder desembarcar. El conde de Denbigh quedó al mando de la flota. Diego Ruiz salió desde Cádiz a escaramuzar el día 3.
Luis Portocarrero, corregidor de Jerez, al frente de 2300 hombres y 7 cañones, avanzó por tierra desde Jerez hasta el puente Zuazo. Teniendo noticias de la llegada de estos, a fin de evitar ser rodeado entre las fuerzas de Portocarrero y las de la ciudad de Cádiz, Edward Cecil decidió marchar con 8000 hombres al encuentro de aquel, mientras los restantes avanzaban hacia Cádiz bajo el mando de los coroneles Burroughs y Bruce. Cecil, después de avanzar 15 km en dirección al puente, y sin haber establecido contacto con las fuerzas españolas, fue informado de la ausencia de provisiones para su tropa: los oficiales encargados de recibir las provisiones en el Puntal las habían devuelto a las naves por no tener órdenes de recibirlas.
Los ingleses no habían comido desde el desembarco en el Puntal. Entrando en los caseríos cercanos, encontraron barriles de vino, almacenado en espera de la llegada de la flota de Indias, con el que se emborracharon, amotinándose contra sus mandos. Portocarrero, ignorante del estado en el que se hallaban los ingleses, decidió no entablar combate, dada la inferioridad numérica de sus fuerzas.

### Combates ante la ciudad
Mientras tanto, los españoles habían hundido cuatro de sus propias urcas en la bahía, por lo que las naves inglesas al mando de sir Samuel Argall no pudieron adentrarse en ella para atacar a los barcos refugiados en la Carraca, tal como había ordenado Cecil.
La ciudad, que solo tenía suministros para tres días, fue abastecida por las galeras españolas que, llegando desde Sanlúcar, atravesaron las líneas enemigas. A pesar del fuego con el que las naves inglesas intentaban impedirles el paso, los barcos españoles consiguieron entrar a Cádiz con el apoyo de las baterías de artillería de la ciudad. Varias embarcaciones más, saliendo de la Carraca y navegando por el caño de Sancti Petri, llegaron asimismo a La Caleta de Cádiz con bastimentos.
El duque de Medina Sidonia también repartiría las tropas disponibles por las ciudades cercanas: 1200 a El Puerto de Santa María, 400 a Puerto Real, 300 a Rota y 900 a Sanlúcar, quedando 4300 más en Jerez en previsión de los posibles movimientos de las tropas inglesas.

### Retirada inglesa
Tomando en cuenta la debilidad de sus soldados, la falta de provisiones y lo improbable de un encuentro con las fuerzas españolas, en la mañana del día 4 Cecil ordenó regresar hacia el Puntal, dejando tras de sí cien de sus hombres incapaces de seguir la marcha por la debilidad y la resaca, que fueron muertos por las fuerzas de Portocarrero. El miércoles 5 las fuerzas inglesas retrocedieron hacia sus naves, donde embarcaron el jueves 6, hostigados por los hombres de Diego Ruiz, llegados desde Cádiz, y por los de Portocarrero, desde el puente Zuazo. Tras incendiar uno de sus barcos, en el que habían embarcado los cuerpos de los ingleses fallecidos, el viernes 7 salieron de la bahía de Cádiz.
Ese mismo día, tras la retirada de los atacantes, llegarían a Cádiz los refuerzos procedentes de Sevilla y Écija, y posteriormente los de otras plazas, que durante varios días más permanecerían en la zona en previsión del regreso de los atacantes. Estos se quedaron junto a la costa sur de Portugal, esperando la llegada de la flota de Indias, pero ante las malas condiciones de las naves, Cecil decidió el regreso a Inglaterra el 26 de noviembre. La flota de Indias, bajo el mando del marqués de Cadreita Lope Díez de Aux y Armendáriz, llegaría a Cádiz el 29 de noviembre sin haberse encontrado con los ingleses.

## Regreso a Inglaterra
El viaje de regreso fue desastroso. Los barcos holandeses, hastiados de la incompetencia inglesa, se marcharon sin previo aviso. Azotados por el mal tiempo, sin haber podido repostar comida y con la bebida echada a perder y racionada, las enfermedades se extendieron entre los marinos y soldados de la flota inglesa. De los 400 hombres que formaban la tripulación del buque insignia, el Ann Royal, solo 150 emprendieron el regreso, de los cuales 130 enfermaron durante el viaje de vuelta hasta su llegada al puerto de Kinsale (Irlanda) el 21 de diciembre. Dispersados por las tormentas del Atlántico, los barcos fueron llegando a distintos puertos ingleses e irlandeses en los meses siguientes. Las bajas se estiman en 1000 hombres y 30 barcos.

## Consecuencias

### España
Por la parte española, el rechazo del ataque inglés vino a sumarse a otras operaciones militares igualmente exitosas ocurridas en la misma época: la reconquista de Salvador de Bahía en la costa brasileña, la rendición de Breda en los Países Bajos, el socorro de Génova y la recuperación de San Juan de Puerto Rico, victorias que contribuyeron a restituir la reputación de España en el mundo.
En recompensa por la defensa de la ciudad, Felipe IV nombró a Fernando Girón marqués de Sofraga y le ofreció la gobernación del Milanesado, cargo que este rechazó para retirarse a su pueblo natal.

### Inglaterra
A su regreso a Inglaterra, el vicealmirante Robert Devereux, Sir Edward Conway secretario de Estado, Henry Power (Lord Valentia), general de artillería, Sir Michael Geere y otros oficiales participantes en la expedición acusaron a Edward Cecil de negligencia y mala administración.
Los miembros de la Cámara de los Comunes del Reino Unido, convocados en 1626 para aprobar nuevas ayudas financieras a las campañas militares de Carlos I, rehusaron discutir la provisión de nuevos fondos hasta haber depurado las responsabilidades por el fracaso de Cádiz. Intentaron imputar al duque de Buckingham como organizador de la expedición, acusándole de alta traición. El rey Carlos I ordenó la disolución del parlamento para proteger a su favorito, y las investigaciones para hallar a los responsables nunca se llevaron a cabo.
Carlos I de Inglaterra y el duque de Buckingham abandonaron la idea de atacar España para centrarse en la guerra con la Francia del cardenal Richelieu. Los gastos provocados por la expedición afectaron gravemente a la economía inglesa: para proseguir sus campañas militares, Carlos I se vería obligado a pedir créditos ofreciendo las joyas de la Corona británica como fianza.
La guerra entre España e Inglaterra continuaría oficialmente hasta 1630 con la firma del Tratado de Madrid, aunque en el transcurso de ella no se producirían más enfrentamientos en la península ibérica.